# While My Guitar Gently Weeps
Pistes de The Beatles (Disque 1)
The Continuing Story of Bungalow Bill Happiness Is a Warm Gun
Pistes de The Beatles 1967-1970
(Disque 2)
Back in the U.S.S.R. Ob-La-Di, Ob-La-Da
While My Guitar Gently Weeps est une chanson des Beatles, écrite par George Harrison et parue sur le double album The Beatles, communément appelé l'« Album blanc » ou le « Double blanc », le 22 novembre 1968 au Royaume-Uni et trois jours plus tard aux États-Unis.
En 2003, elle est classée par Rolling Stone magazine au 135e rang  parmi les 500 meilleures chansons de tous les temps.

## Genèse
Pour cette chanson, George Harrison s'inspire de la philosophie du Yi Jing. Il dira que cette pensée lui « semblait basée sur le concept oriental selon lequel toutes les choses sont relatives entre elles, opposé au point de vue occidental, selon lequel les choses sont simplement fortuites ».
Dans la maison de ses parents, Harrison veut appliquer le concept : il décide d'écrire une chanson en partant des premiers mots qu'il lirait en ouvrant un livre au hasard, de telle sorte que le texte qu'il écrirait serait relié à cet instant précis. Il ouvre donc un livre où la première chose qu'il voit est gently weeps (« pleure doucement »). Il construit donc sa chanson autour de ces deux mots. 
Entre la première version de la chanson et son enregistrement final, George Harrison supprime un couplet. La compilation Anthology 3 propose une version acoustique de While My Guitar Gently Weeps, dans laquelle on retrouve ce couplet légèrement modifié.

## Enregistrement
Le travail en studio sur cette chanson s'étale sur une longue période. La première séance d'enregistrement a lieu le 25 juillet 1968, avec une première prise en solo de George Harrison à la guitare acoustique et à l'orgue. 
Le groupe au complet s'y attelle le 16 août, puis à nouveau le 5 septembre. Les Beatles enregistrent quarante-quatre prises et choisissent de garder la 25e. George, plutôt déçu par le résultat, demande à Eric Clapton d'y jouer de la guitare le lendemain. Celui-ci enregistre le solo avec sa Gibson Les Paul tandis que Paul McCartney ajoute une intro au piano. Dans une période de tensions extrêmes, la présence d'Eric Clapton (comme celle de Billy Preston quelques mois plus tard pour les séances du « projet Get Back ») fait beaucoup de bien au groupe, qui se met à jouer avec beaucoup plus de cœur et de cohésion. 
Une nouvelle voix, des chœurs, une fuzz bass, des percussions et un orgue sont ensuite enregistrés. 
Après avoir réécouté le mixage final, ils jugent le résultat satisfaisant, mais Eric Clapton remarque qu'il y a quand même un problème : « Ça ne sonne pas assez Beatles ». Le morceau est donc passé dans l'Automatic Double Tracking pour le faire « trembler légèrement ».
La participation de Clapton à cet enregistrement a longtemps été niée (il était alors sous contrat avec une autre maison de disques), et n'a été officiellement admise que dans les années 1980, même si les spécialistes avaient immédiatement reconnu son style et son vibrato de la main gauche[réf. nécessaire].

## Fiche technique

### Personnel
- George Harrison : chant, choeurs, guitare acoustique 6 et 12 cordes, orgue Hammond
- John Lennon : guitare avec tremolo, basse a 6 cordes
- Paul McCartney : basse, piano, chœurs
- Ringo Starr : batterie, tambourin, castagnettes

Musicien additionnel
- Eric Clapton : guitare solo (non crédité)

Version sur Anthology 3
- George Harrison : chant, guitare acoustique
- Paul McCartney : orgue Hammond

## Équipe de production
- The Beatles – production
- George Martin – production
- Ken Scott – prise de son
- John Smith – prise de son

## Parution
La chanson est éditée le 22 novembre 1968 sur l'« Album blanc » à la plage no7.
On la retrouve ensuite sur les compilations The Beatles 1967-1970 et The Best of George Harrison. Une démo de la chanson avec le troisième couplet est inclus dans la compilation Anthology 3 en 1996 et, cette même version, augmentée d'une partition pour cordes écrite et dirigée par George Martin en 2006, est publiée la même année sur l'album Love. Un clip de cette version est publié pour accompagner la refonte de ce spectacle du Cirque du soleil en 2016.

## Reprises
Cette chanson fut reprise par de nombreux artistes et groupes dont Peter Frampton, Jake Shimabukuro, Vinnie Moore, Phish, Todd Rundgren, Rick Wakeman, Petra Magoni, Kenny Lattimore, The Drowners, Spineshank, Yngwie Malmsteen...
- George Harrison et Eric Clapton interprètent ensemble cette chanson sur scène à plusieurs reprises, notamment au célèbre The Concert for Bangladesh en 1971, où Clapton joue d'une Gibson Byrdland, et au concert d'Ōsaka en 1992 enregistré pour l'album Live in Japan.

- Le 22 novembre 2002, Paul McCartney, Ringo Starr, Eric Clapton, Jeff Lynne, Prince et Dhani Harrison (le fils de George Harrison) ainsi que Gary Brooker (Procol Harum) l'interprètent lors d'un concert en hommage à George Harrison au Royal Albert Hall de Londres.

- En 2003, le groupe de rock californien Toto joue While My Guitar Gently Weeps pendant la tournée de son album Through the Looking Glass et notamment durant le concert enregistré pour son album Live in Amsterdam[15],[16].

- En 1990, The Jeff Healey Band en fait l'interprétation sur l'album Hell To Pay[17].

- En 2004, le DJ et producteur Danger Mouse reprend le morceau ainsi que d'autres de l'« Album blanc » dans The Grey Album, un album de remixes « mashup » mêlant des samples des Beatles avec des versions a cappella du Black Album du rappeur Jay-Z.

- Peter Frampton en fait une interprétation pour son album intitulé Now en 2005[18].

- Fin 2007, les rappeurs new-yorkais du Wu Tang Clan l'ont samplé dans le morceau The Heart Gently Weeps, extrait de leur 5e album 8 Diagrams. Le sample est rejoué par John Frusciante (guitariste des Red Hot Chili Peppers) et par Dhani Harrison.

- En 2010, la chanson est reprise par Carlos Santana sur l'album Guitar Heaven : The Greatest Guitar Classics of All Time, ainsi que par Jeff Healey sur l'album Hell to Pay.

- Tom Petty, Jeff Lynne, Steve Winwood, Dhani Harrison et Prince l’interprètent sur scène et cette version peut être entendue sur l'album Rock & Roll Hall of Fame Live (Volume 1)[19] publié en avril 2016.

- Regina Spektor interprète la chanson lors du générique final du film Kubo et l'Armure magique, sorti en août 2016, et qui clôt aussi l'album de film.
- Louis Bertignac réinterprète la chanson en français (dont il a traduit lui-même les paroles) sous le nom de Quand ma guitare... pour son album de reprises Origines en 2018.

De plus, une série d'albums compilation empruntant le titre de cette chanson (While My Guitar Gently Weeps, While My Guitar Gently Weeps II et While My Guitar Gently Weeps III) sont publiés en 2002, 2003 et 2005 par Universal Music Group. Ces collections rassemblent des enregistrements rock qui mettent en évidence le son de la guitare et incluent les versions de Jeff Healey et de Peter Frampton de cette chanson.